# Ghislaine de Menten de Horne
Pour les articles homonymes, voir Famille de Menten de Horne.
Marie Cécile Armande Ghislaine de Menten de Horne, née le 10 avril 1908 à Ixelles et morte le 19 septembre 1995  à Esneux, est une peintre et graveuse belge d'inspiration surréaliste. Elle a fait partie de la résistance armée pendant la Seconde Guerre mondiale.

## Biographie
Née dans une famille de la noblesse belge, Ghislaine de Menten de Horne est la fille du chevalier Adelin de Menten de Horne (1876-1960) et de Marcelle Pirlot (1883-1975). La famille vit d’abord au  château de Meerhout, près d'Anvers, avant  de s’installer à Ixelles, Bruxelles
Elle est très tôt envoyée à l'étranger pour ses études : à Paris; 1918-1919, à  Lausanne; 1919-1921, à  Flône; 1921-1922, à Jupille; 1922-1923 , à Paris, Cours Dupanloup; 1923-1925 à  Colmar; 1925-1926, à Bruges aux 'Dames Anglaises' (également connu sous le nom de 'English Monastery').
Après ses études secondaires, elle travaille à Lausanne  comme étudiante-superviseur au pensionnat "Les Fougères" (1926-1927). C'est dans cette école qu'elle reçoit ses premiers cours d'art graphique.
En 1928, elle s'installe à Paris , elle étudie brièvement à l'Académie Julian, où elle suit ses premiers cours de peinture à l'huile. Parallèlement, elle prend des cours de gravure sur bois à l'École des Beaux Arts.
En avril 1929, elle voyage de Paris à Rio de Janeiro. Au Brésil, elle réalise un certain nombre de peintures à l'huile, toutes disparues. À l'automne 1929, elle retourne à Paris.
De retour dans la capitale française, elle étudie brièvement à l'Académie de la Grande Chaumière, mais souffrante, elle  doit séjourner dans un sanatorium en Suisse. retourne à Paris en mai 1931 et étudie la peinture et la gravure sur bois dans l'atelier du peintre et graveur Paul Bornet .
Entre 1929 et 1931, elle produit un grand nombre d'estampes. En 1930, elle grava les illustrations du livre de Chateaubriand , Atala. Ces illustrations ont été exposées au Salon des Indépendants de Paris en 1931.
Ghislaine de Menten a alors 24 ans et décide d'améliorer ses techniques graphiques à Bruxelles à l'Académie Royale des Beaux Arts de la Zuidstraat.
Après ses études à l'Académie de Bruxelles, elle travaille régulièrement dans un atelier de  sculpture. Elle y rencontre les peintres belges Louis-Henri Devillez (1855-1941) et Marguerite Putsage (1868-1946). Elle rencontre également la philosophe française Marie-Anne Cochet, qui écrit un récit philosophique sur la solitude .
En 1938, elle étudie pendant un an dans l'atelier bruxellois du peintre russe Leonid Frechkop (1897-1982), pour lequel Menten sert de modèle à plusieurs reprises. Il aura une grande influence sur les travaux ultérieurs de Menten. La même année, De Menten illustre le livre Poèmes et Pensées de Marie-Anne Cochet, avec cinq gravures sur cuivre.
Au milieu des années 1930, elle fait la connaissance du couple Marie van Gilse et Frans Slager à Meerhout, tous deux peintres. Pendant deux ans, Ghislaine travaille régulièrement avec Marie Slager-van Gilse pour peindre des paysages et des portraits de paysans dans et autour de Meerhout, son style est de plus en plus influencé par les Slager.
En 1935, elle illustre une réédition de luxe du poème La Jeune Parque de Paul Valéry.
Durant les années de guerre, elle fait partie de la résistance au sein du Réseau Luc-Marc et participe à des opérations de sabotage. À ce titre, elle a été reconnue capitaine ARA du Service de renseignement et d'action. Son mari, Max Londot, sera reconnu quant à lui lieutenant-colonel ARA.
Après sa mort, un grand nombre de ses œuvres ont été vendues aux enchères, au bénéfice de Médecins sans frontières.

## Illustration
- Paul Valéry, La jeune Parque, avec 16 eaux-fortes en couleurs de Gh. de Menten de Horne, Bruxelles, Goossens, 147 p., 1935